# Clitoria nervosa
Clitoria nervosa là một loài thực vật có hoa trong họ Đậu. Loài này được Herzog miêu tả khoa học đầu tiên.